# Biała (wieś w powiecie bytowskim)
Biała (niem. Bial, kaszub. Białówc) – wieś w Polsce, w województwie pomorskim, w powiecie bytowskim, w gminie Miastko.
Wieś położona na Wysoczyźnie Polanowskiej, przy drodze wojewódzkiej nr 206,  stanowi sołectwo gminy Miastko.
W latach 1975–1998 miejscowość administracyjnie należała do województwa słupskiego.